# Quasar VX
Quasar VX – amatorski kasetowy system video opracowany w 1976 roku przez Matsushita Electrics. 
Kaseta o wymiarach porównywalnych do formatu U-Matic (dwie kasety Betamax). Szerokość taśmy: 1/2 cala. Prędkość przesuwu taśmy: 5,09 cm/s. Średnica bębna wizyjnego: 45mm. Długość ścieżki wizyjnej dla NTSC: 927,1 cm/s. Rozdzielczość pozioma: 250 linii.
Kasety o długościach: 60, 100 i 120 minut dla NTSC.
Do rejestracji i odtwarzania obrazu służy tylko jedna głowica umieszczona na bębnie wizyjnym dla uzyskania pełnej rejestracji prędkość obrotowa bębna dwukrotnie większa od dwugłowicowych. Taśma oplata bęben w formacie alfa 360 stopni. Bęben wizyjny podczas pracy umieszczony wewnątrz kasety.
Jest formatem unikatowym ze względu na niezwykłą konstrukcję kasety oraz jednogłowicowy bęben. Bardzo poszukiwany przez kolekcjonerów.